# XXXVII Festival del Huaso de Olmué
El XXXVII Festival del Huaso de Olmué se realizó los días 20, 21 y 22 de enero de 2006 en el Parque El Patagual, ubicado en Olmué, Chile. Contó con la animación de Leo Caprile y fue emitido en vivo por Chilevisión.

## Antecedentes
En un comienzo se había confirmado la participación de la cantante Mercedes Sosa en el certamen, pero la trasandina debió declinar de la invitación por indicación médica, ya que no podía viajar en avión para evitar complicaciones cardíacas y prefirió no asistir al evento, pese al interés de la producción de trasladarla por otros mecanismos.

## Programación

### Día 01 - viernes 20 de enero
- Obertura
- Orishas
- Salomón y Tutu-Tutu (Humor)
- Los Hermanos Bustos
- La Sonora de Tommy Rey

### Día 02 - sábado 21 de enero
- Obertura
- María José Quintanilla
- Stefan Kramer (Humor)
- Los Bunkers
- Inti-Illimani Histórico

### Día 03 - domingo 22 de enero
- Obertura
- Javiera Parra
- José Alfredo Fuentes y Álvaro Henríquez
- Ruperto (Humor)
- Bacilos

## Competencia
- Ganador: Por los canales
  - Autor: Sergio Veas Muñoz
  - Compositor: Sergio Veas Muñoz
  - Intérprete: Sergio Veas Muñoz y grupo

| Título                   | Intérprete(s)             | Autor(a)              | Lugar     |
| ------------------------ | ------------------------- | --------------------- | --------- |
| "Por los canales"        | Sergio Veas Muñoz y grupo | Sergio Veas Muñoz     | Ganador   |
| "Vuelve Palomita"        | Grupo Raíces              | Benjamín Aguirre      | 2.° Lugar |
| "Cueca para mi acordeón" | Víctor Hugo Campusano     | Víctor Hugo Campusano | 3.° Lugar |